# Mr. T

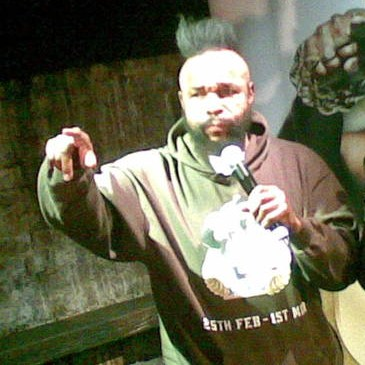
Mr. T

Mr. T (* 21. května 1952, Chicago, USA), vlastním jménem Lawrence Tureaud, je americký herec.

## Život
Narodil se dne 21. května 1952 jako jedenáctý z dvanácti sourozenců. V pěti letech od nich odešel jejich otec, a tak žili s matkou po ubytovnách. Ačkoliv měl na střední škole slabé výsledky, podařilo se mu díky výkonům v americkém fotbale získat stipendium na univerzitě, kde ovšem po roce skončil. Následně pracoval jako armádní policista či vyhazovač a nadále se věnoval fotbalu. Kariéru mu ovšem ukončilo zranění kolene a následně se vrhl na dráhu tanečníka na Broadwayi, kde postupně získával konexe v showbyznysu, které mu pomohly získat místo bodyguarda hvězd, mj. Stevu McQueenovi, Muhammadu Alimu či Michaelu Jacksonovi. V roce 1980 si změnil jméno na Mr. T a od stejného roku nosí svůj typický účes, kterým se údajně inspiroval u afrických bojovníků, jejichž fotku našel v časopise National Geographic. Dalším jeho znakem se stalo nošení zlatých šperků okolo krku.
V roce 1982 se objevil v soutěži „The World's Toughest Bouncer“, kde si ho všiml Sylvester Stallone a obsadil jej do role Clubbera Langa ve filmu Rocky III. V seriálu Simpsonovi nadaboval sám sebe.
V roce 1995 mu byla diagnostikována rakovina, kterou se mu podařilo porazit.

## Filmová tvorba

### Filmy
- 2009 – Zataženo, občas trakaře
- 2004 – The Nick & Jessica Variety Hour
- 2001 – Bulšit
- 2001 – Judgment
- 1999 – Inspektor Gadget
- 1996 – Agent WC 40
- 1995 – Kids Against Crime
- 1994 – The Magic of the Golden Bear: Goldy III
- 1993 – Freaked
- 1991 – Rodney Dangerfield's The Really Big Show
- 1989 – Straight Line
- 1987 – Alice Through the Looking Glass
- 1985 – Bob Hope Buys NBC?
- 1984 – Nejsilnější muž světa
- 1983 – Taxikáři
- 1982 – Penitentiary II
- 1982 – Rocky III
- 1982 – Twilight Theater

### Seriály
- 1992 – Kocour Raplík
- 1988 – T. and T.
- 1983 – A-Team
- 1983 – Mister T
- 1969 – Sezame, otevři se

### Ostatní
- 1984 – Be Somebody or Be Somebody's Fool! – video film